# Време уписано у сликама
Време уписано у сликама: Огледи из друштвене и културне историје Кине је научна монографија о Кини аутора Радосава Пушића, објављена 2011. године. Књигу је објавила издавачка кућа Плато из Београда.

## О аутору
Радосав Пушић (1960) је редовни професор синологије на Филозофском факултету у Београду и директор института Конфуције. Године 1985. је дипломирао на Филозофском факултету у Београду. Од 1981. до 1984. похађао је факултативну наставу кинеског језика на Филолошком факултету, а потом је био на специјализацији на Пекиншком институту. Бави се превођењем са кинеског језика и аутор је више књига и научних радова. Члан је Удружења књижевних преводилаца и Међународног удружења за проучавање кинеског језика са седиштем у Беиђингу.

## О књизи
Књига Време уписано у сликама је настала након тридесет година од ауторовог истраживачког пута у Кину, усмерену на проучавање њених цивилизацијских токова. Речи иговорене или записане, расуте по часописима и зборницима, као и промишњања аутора сведоче о његовим емоцијама, мислима и интересовањима. 
Све то аутор је уз минималне исправке сабрао у књигу, и представља лични печат пребирања по кинеској духовној и културној ризници.